# Extraliga (Belarus) 1992/93
Die Saison 1992/93 war die erste Spielzeit der belarussischen Extraliga, der höchsten belarussischen Eishockeyspielklasse. Meister wurde zum ersten Mal in der Vereinsgeschichte überhaupt Dinamo Minsk.

## Hauptrunde

### Modus
In der Hauptrunde absolvierte jede der vier Mannschaften insgesamt zwölf Spiele. Der Erstplatzierte der Hauptrunde wurde Meister. Für einen Sieg erhielt jede Mannschaft zwei Punkte, bei einem Unentschieden gab es einen Punkt und bei einer Niederlage null Punkte.

### Tabelle
|    | Klub                 | Sp | S | U | N  | Tore   | Punkte |
| -- | -------------------- | -- | - | - | -- | ------ | ------ |
| 1. | Dinamo Minsk         | 12 | 9 | 1 | 2  | 88:23  | 19     |
| 2. | HK Njoman Hrodna     | 12 | 8 | 2 | 2  | 43:25  | 18     |
| 3. | Chimik Nawapolazk    | 12 | 5 | 1 | 6  | 47:40  | 11     |
| 4. | Chimik Nawapolazk II | 12 | 0 | 0 | 12 | 21:111 | 0      |

Sp = Spiele, S = Siege, U = Unentschieden, N = Niederlagen
Als bester Spieler der Saison wurde Eduard Sankawez ausgezeichnet.